# Barbara York Main
Barbara Anne York Main (27 janvier 1929 - 14 mai 2019) est une arachnologue australienne et professeure adjointe à l'Université d'Australie-Occidentale. Autrice de quatre livres et de plus de 90 articles de recherche, Main est reconnue pour son travail prolifique dans l'établissement de la taxonomie des arachnides, décrivant personnellement 34 espèces et sept nouveaux genres. La BBC et ABC ont produit un film sur son travail, Lady of the Spiders, en 1981,.
Avec des intérêts qui incluent l'histoire naturelle et la taxonomie des araignées mygalomorphes, Main est connue pour avoir étudié la plus ancienne araignée connue, une araignée-trappe Gaius villosus qu'elle nomme « Numéro 16 », de sa naissance en 1974 à sa mort en 2016,,.
Main est également reconnue pour ses écrits sur l'environnement. Deux de ses livres, Between Wodjil and Tor (1967) et Twice Trodden Ground (1971), sont décrits comme des « classiques » du coût pour l'environnement du développement de la ceinture de blé en Australie-Occidentale. Main reste active dans le milieu de la recherche jusqu'à sa retraite en 2017 à l'âge de 88 ans.

## Biographie

### Jeunesse
Main est né à l'hôpital de Kellerberrin, Australie-Occidentale, la quatrième enfant de Gladys York (née Tobias) et de Gerald Henry "Harry" York. Les enfants, quatre garçons et une fille, grandissent dans une ferme du comté voisin de Tammin, dans deux pièces d'une maison en briques de terre crue. Les parents de Main se sont mariés en 1921. Sa mère est née à Coolgardie et a travaillé comme l'une des deux enseignants d'une école de Yorkrakine, et son père est un agriculteur qui a émigré en 1909 du Yorkshire en Angleterre.
Les débuts de la vie de Main se déroulent dans ce que les Australiens appellent le « pays de Wodjil », des régions de la ceinture de blé de l'Australie-Occidentale connue pour son sable acide, entouré d'Acacia victoriae, de plants de chênes et de gommiers de York. Elle déclare à ABC Radio National : « J'ai ressenti une affinité immédiate avec de petites choses, pas des kangourous ou des aigles à queue plate - je n'avais pas cette relation en tête-à-tête avec un kangourou que je pouvais avoir avec des chenilles ! Alors je les gardais, je les nourrissais dans des boîtes et je les regardais se transformer en papillons. » Elle écrit sur la région et sa destruction dans son deuxième livre, Between Wodjil and Tor (1967).

### Éducation
Main et ses frères fréquentent une école de brousse, qu'elle quitte après deux ans pour étudier à la maison grâce à des cours par correspondance organisés par le Département de l'éducation de l'Australie-Occidentale. Plus tard, elle entre à la Northam High School grâce à une bourse, en pension avec une femme qui s'occupe d'autres étudiants, puis à partir de 1947, elle entre à l'Université d'Australie-Occidentale (UWA) pour étudier les sciences, avec une majeure en zoologie. En 1952, Main devient la première femme à faire un doctorat de zoologie à l'UWA ; doctorat qu'elle obtient en 1956 pour une thèse intitulée A comparative study of the evolution of the Araneae as illustrated by the biology of the Aganippini (Mygalomorphae: Ctenizidae) (Une étude comparative de l'évolution des Araneae illustrée par la biologie des Aganippini (Mygalomorphae: Ctenizidae)).

### Vie privée
En 1952, elle épouse le zoologiste australien Bert Main ; ils se rencontrent à l'UWA, obtiennent leur doctorat la même année et restent mariés jusqu'à la mort de ce dernier en 2009. Le couple a trois enfants, Rebecca, Gilbert et Monica. Main est enceinte de son premier enfant lorsqu'elle obtient son doctorat. Elle reste à la maison pour s'occuper des enfants, tout en travaillant sur divers projets de recherche, notamment l'écriture de ses deux premiers livres, Spiders of Australia (1962) et Between Wodjil and Tor (1967).

## Carrière
Avant de commencer son doctorat, Main travaille comme maîtresse de conférences à l'Université d'Otago à Dunedin, en Nouvelle-Zélande. Après avoir reçu son doctorat en 1956, en 1958, la Fédération internationale des femmes universitaires lui décerne une bourse Alice Hamilton pour passer six mois à étudier les collections d'araignées à Londres au British Museum / Musée d'histoire naturelle et au Musée d'histoire naturelle de l'Université d'Oxford. Elle s'engage dans des travaux sur le terrain en Californie, en Arizona et au Texas, également en 1958, et visite les collections d'araignées au Musée américain d'histoire naturelle, au Smithsonian et au Musée de Zoologie comparée, tandis que son mari est aux États-Unis grâce à un Carnegie Travelling Camaraderie.
Bert Main devient professeure de zoologie à l'UWA et en 1960, le couple s'installe à Claremont. Main devient conférencière honoraire en zoologie à l'UWA en 1979, et plus tard chercheuse honoraire principale. En 1981, la BBC et ABC produisent un documentaire sur elle, Lady of the Spiders, raconté par David Attenborough et filmé par Jim Frazier et Densey Clyne, qui discute des 1 200 trappes araignées que Main a visité et surveillé les douze années précédentes,.

## Reconnaissance

### Prix et distinctions
Main est décorée de l'Ordre d'Australie en janvier 2011 pour « service à la science et à la conservation en tant que chercheuse et éducatrice dans le domaine de l'arachnologie et à la communauté de l'Australie-Occidentale ». Elle est également membre honoraire de la International Society of Arachnology. En 2018, Main reçoit la médaille de la Royal Society of Western Australia, la première femme à la remporter depuis le début du prix en 1924.

### Espèces et genres nommés en son honneur

#### Espèces

##### Araignées
- Mainosa mainae (McKay, 1979)
- Tasmanoonops mainae (Forster & Platnick, 1985)
- Zephyrarchaea mainae (Platnick, 1991)
- Tamopsis mainae (Baehr & Baehr, 1993)
- Nicodamus mainae (Harvey, 1995)
- Pediana mainae (Hirst, 1995)
- Storena mainae (Jocqué & Baehr, 1995)
- Megaloastia mainae (Zabka, 1995)
- Hersilia mainae (Baehr & Baehr, 1995)
- Aname mainae (Raven, 2000)
- Boolathana mainae (Platnick, 2002)
- Misgolas yorkmainae (Wishart & Rowell, 2008)
- Atrax yorkmainorum (Gray, 2010)
- Missulena mainae (Miglio, Harms, Framenau & Harvey, 2014)

##### Autres araignées
- Apozomus mainae (Harvey, 1992) (schizomid)
- Barbaraella mainae (Harvey, 1995) (pseudoscorpion)
- Hypoaspis barbarae (Strong, 1995) (mite)
- Hesperopilio mainae (Shear, 1996) (harvestman)
- Miobunus mainae (Hunt, 1995) (harvestman)

##### Insectes
- Adelotopus mainae (Baehr, 1997) (beetle)
- Ceratobaeus mainae (Austin, 1995) (wasp)

##### Milles-pattes
- Atelomastix mainae (Edward & Harvey, 2010)

#### Genres
- Bymainiella (Raven, 1978) (spider)
- Barbaraella (Harvey, 1995) (pseudoscorpion)
- Mainosa (Framenau, 2006) (spider)

## Œuvres choisies

### Livres, essais
- (en) Spiders of Australia, Brisbane, Jacaranda Press, 1962
- (en) Between Wodjil and Tor, Brisbane, Jacaranda Press, 1967
- (en) Twice Trodden Ground, Brisbane, Jacaranda Press, 1971
- (en) Spiders, Sydney, Collins, 1976
- (en) avec Alec Choate (ed.), Summerland, Perth, UWA Publishing, 1979

### Articles
Main a publié plus de 90 articles de recherche, dont :
- (en) « Notes on the genus Idiosoma, a supposedly rare Western Australian trapdoor spider », Western Australian Naturalist, no 3,‎ 1952, p. 130-137
- (en) « Spiders and Opiliones. Part 6 of The Archipelago of the Recherche », Australian Geographical Society Reports, no 1,‎ 1954, p. 37-53
- (en) « Observations on the burrow and natural history of the trapdoor spider Missulena (Ctenizidae) », Western Australian Naturalist, no 5,‎ 1956, p. 73-80
- (en) « Taxonomy and biology of the genus Isometroides Keyserling (Scorpionida) », Australian Journal of Zoology,‎ 1956, p. 158-164
- (en) avec Main, A. R., « Spider predator on a vertebrate », Western Australian Naturalist, vol. 5,‎ 1956, p. 139
- (en) « Occurrence of the trapdoor spider Conothele malayana (Doleschall) in Australia (Mygalomorphae: Ctenizidae) », Western Australian Naturalist, vol. 5,‎ 1957, p. 209-2016
- (en) « Adaptive radiation of trapdoor spiders », Australian Museum Magazine, vol. 12,‎ 1957, p. 160-163
- (en) « Biology of Aganippine trapdoor spiders (Mygalomorphae: Ctenizidae) », Australian Journal of Zoology, vol. 5,‎ 1957, p. 402-473
- (en) « The genus Cethegus thorell (Mygalomorphae: Macrothelinae) », Journal of the Royal Society of Western Australia, vol. 43,‎ 1960, p. 30-34
- (en) avec Harvey, Mark S. ; Rix, Michael G. ; and Cooper, Steven J. B., « Refugia within refugia: in situ speciation and conservation of threatened Bertmainius (Araneae: Migidae), a new genus of relictual trapdoor spiders endemic to the mesic zone of south-western Australia », Invertebrate systematics, vol. 29, no 6,‎ 2015, p. 511-553
- (en) avec Mason, Leanda Denise ; Wardell-Johnson, Grant, « Quality not quantity: conserving species of low mobility and dispersal capacity in south-western Australian urban remnants », Pacific Conservation Biology, vol. 22, no 1,‎ 2016, p. 37-47 (lire en ligne)
- (en) avec Mason, Leanda Denise; Wardell-Johnson, Grant, « The longest-lived spider: mygalomorphs dig deep, and persevere », Pacific Conservation Biology, vol. 24, no 2,‎ 2018, p. 203-206 (lire en ligne)